# Noemi Ivelj
Noemi Ivelj, née le 1er novembre 2006, est une footballeuse internationale suisse. Elle évolue au poste de milieu de terrain à l'Eintracht Francfort.

## Biographie
Noemi Ivelj naît le 1er novembre 2006. Son père, Goran Ivelj, est un ancien joueur professionnel et sa mère est entraîneuse. Son frère cadet, Ivan Ivelj, joue également au football, au FC Zurich,.
Elle grandit dans la région de Mutschellen (de) puis à Killwangen.
Elle possède également la nationalité croate, pays d'origine de ses parents.
Elle commence le football au FC Dietikon puis rejoint le mouvement jeunesse de Grasshopper à l'âge de 10 ans. Elle continue sa formation à l'académie de l'association suisse de football à Bienne entre 2019 et 2022.

## Carrière

### En club
Noemi Ivelj fait ses débuts en Super League à l'âge de 15 ans avec Grasshopper.
Elle se blesse au genou gauche lors des quarts de finale des play-offs de Super League en avril 2025.
Elle est transférée à l'Eintracht Francfort à l'été 2025.

### En sélection
Noemi Ivelj participe avec la Suisse à l'Euro des moins de 17 ans en 2023 où elle est capitaine.
Elle est la première Suissesse sélectionnée pour l'Euro 2025.

### Articles de journaux
- (it) Giorgia Mossi, « ‘Saremo pronte, ma c’è bisogno di più coraggio’ », La Regione,‎ 25 juin 2025 (lire en ligne , consulté le 21 juillet 2025).